# 帕爾馬的瑪格麗特
帕爾馬的瑪格麗特（德語：Margarethe von Parma，1522年7月5日—1586年1月18日），帕爾馬公爵夫人，神聖羅馬皇帝查理五世的私生女。

## 家庭
1538年，瑪格麗特與教宗保祿三世的孫子奧塔維奧·法爾內塞結婚，兩人共有兩個兒子：
1. 卡洛（1545年—1545年），夭折
2. 亞歷桑德羅（1545年—1592年），帕爾馬公爵